# Józef Krzyczkowski (1892–1947)
Józef Krzyczkowski (ur. 19 marca 1892 w Winnicy, zm. 24 października 1947 w Wielkiej Brytanii) – pułkownik pilot. Uczestnik I wojny światowej, żołnierz Wojska Polskiego walczący w wojnie polsko-ukraińskiej, wojnie polsko-bolszewickiej oraz II wojnie światowej, kawaler Orderu Virtuti Militari. Jeden z organizatorów lotnictwa wojskowego II Rzeczypospolitej.

## Życiorys
Syn Wincentego i Julii. W Warszawie ukończył 6-klasową szkołę realną i w październiku 1913 roku został wcielony do armii carskiej. Otrzymał przydział do 197 pułku piechoty. W kwietniu 1914 roku przeszedł do 18 korpuśnego oddziału lotniczego, gdzie służył jako mechanik. W czasie I wojny światowej walczył na froncie galicyjskim. W grudniu 1915 roku został skierowany na kurs pilotażu do moskiewskiej szkoły pilotów, a po jego ukończeniu walczył na froncie austriackim w składzie 2 gwardyjskiego oddziału lotniczego.
14 grudnia 1917 roku jako chorąży pilot rozpoczął służbę w 1 polskim oddziale awiacyjnym II Korpusu Polskiego w Rosji. 11 maja 1918 roku trafił do niewoli niemieckiej. 15 listopada 1918 roku wstąpił do odrodzonego Wojska Polskiego i otrzymał przydział do polskiego lotnictwa wojskowego. Jako były pilot armii carskiej miał problemy z opanowaniem pilotażu maszyn niemieckich, Komisja Kwalifikacyjna Lotnicza uznała, że konieczne jest jego dalsze szkolenie. W grudniu 1918 roku wszedł w skład komisji opiniującej zakup samolotów na potrzeby polskiego lotnictwa, oceniał propozycję przedstawioną przez ostrowskiego fabrykanta Włodzimierza Wentzla. 16 grudnia znalazł się w grupie 36 lotników, którzy jako pierwsi złożyli uroczyste ślubowanie na wierność Rzeczypospolitej na lotnisku mokotowskim. Został przydzielony do 3 eskadry wywiadowczej i 24 stycznia 1919 roku został skierowany do walki na froncie polsko-ukraińskim. W marcu 1919 roku został skierowany do oddziałów armii wielkopolskiej, brał udział w tworzeniu struktur wielkopolskiego lotnictwa.
Następnie brał udział w wojnie polsko-bolszewickiej. Wyróżnił się podczas walk o Kijów. 19 kwietnia 1920 roku w samolocie Breguet XIV A2, z por. obs. Jerzym Tereszczenko, wykonał daleki lot rozpoznawczy nad Kijów. Załoga zrzuciła trzy bomby na kijowski dworzec, uszkadzając obrotnicę przed parowozownią, co doprowadziło do opóźnień w przegrupowaniu wojsk nieprzyjaciela. 22 kwietnia wraz z obs. Stanisławem Ratomskim przeprowadził rozpoznanie na trasie Berdyczów–Żytomierz. 4 i 5 maja, z por. obs. Aleksandrem Łaguną, wykonał dwa loty rozpoznawcze, które pozwoliły ustalić polskiemu dowództwu, że Armia Czerwona nie będzie bronić Kijowa. 8 maja, również z obs. Stanisławem Ratomskim, ponownie przeprowadził rozpoznanie stanu walk o Kijów. Po wylądowaniu złożyli osobiście meldunek marszałkowi Józefowi Piłsudskiemu.
19 maja, z por. Stanisławem Daszewskim, brał udział w nalocie na stację kolejową Dymirki, gdzie były zgromadzone transporty wojskowe i pociągi pancerne Armii Czerwonej. Ich samolot został uszkodzony ogniem obrony przeciwlotniczej, ale załoga zdołała powrócić na lotnisko. 23 maja, również z por. Daszewskim, wykrył koncentrację wojsk nieprzyjaciela pod Rżyszczewem. Udało im się zaatakować wrogie oddziały oraz przekazać polskim wojskom meldunek o położeniu nieprzyjaciela. 1 czerwca, z por. obs. Stanisławem Ratomskim, nawiązał łączność z odciętymi oddziałami 7 Dywizji Piechoty. W czasie ataku na oddziały bolszewickie ich samolot został uszkodzony i zmuszony do przymusowego lądowania. Pomimo zagrożenia ze strony nieprzyjaciela załodze udało się usunąć uszkodzenia silnika i wystartować.
Na przełomie maja i czerwca brał udział w lotach bojowych wspierających polskie oddziały broniące linii Dniepru. Wykonywał loty rozpoznawcze, szturmowe i bombowe oraz dostarczał meldunki sytuacyjne. Intensywność lotów bojowych i przemęczenie personelu latającego było tak wielkie, że Józef Krzyczkowski zasnął podczas jednego z lotów bojowych. 2 sierpnia, w załodze z por. obs. Stanisławem Ratomskim, wykonywał lot, którego celem było rozpoznanie rejonu Beresteczka i Stanisławczyka i przekazanie meldunków sztabowi 2 Armii. Z powodu awarii silnika załoga lądowała przymusowo w okolicy Włodzimierza Wołyńskiego. Dzięki determinacji załogi, która zdobyła środek transportu w postaci chłopskiej furmanki, udało się przetransportować uszkodzony samolot na stację kolejową we Włodzimierzu. Tam przekonali dowódcę transportu, który miał za zadanie ewakuować stację kolejową, do opróżnienia kolejowej lory z ławek zabranych z dworcowej poczekalni i załadowania na nią samolotu.
28 listopada 1920 roku został mianowany dowódcą 10 eskadry wywiadowczej, a od 5 czerwca 1921 r. był dowódcą 18 eskadry wywiadowczej. 18 ew, pod jego dowództwem, brała udział w walkach na froncie północnym.
Po zakończeniu działań wojennych pozostał w wojsku. Jako doświadczony pilot brał udział w międzynarodowych konkursach lotniczych. W 1922 roku na samolocie Bréguet XIV zajął czwarte miejsce na Międzynarodowym Mityngu Lotniczym w Zurychu. W 1924 roku był jednym z sześciu polskich pilotów, którzy jako pierwsi wykonali przelot grupowy nad Alpami.
W 1924 roku zdał dowództwo 18 eskadry i został skierowany na kurs dowódców dywizjonów. 1 marca 1925 roku objął stanowisko dowódcy dywizjonu myśliwskiego w 1 pułk lotniczym, a następnie, w listopadzie 1928 r. został przeniesiony do 4 pułku lotniczego w Toruniu na stanowisko komendanta parku lotniczego. 31 marca 1930 roku objął stanowisko zastępcą dowódcy 5 pułku lotniczego w Lidzie, a na przełomie 1930 i 1931 r. został dowódcą pułkowego dywizjonu szkolnego. 12 marca 1933 roku został mianowany podpułkownikiem ze starszeństwem z 1 stycznia 1933 roku i 1. lokatą w korpusie oficerów aeronautycznych. W kwietniu tego roku został przeniesiony do Instytutu Badań Technicznych Lotnictwa na stanowisko kierownika działu doświadczalnego. Na stopień pułkownika został mianowany ze starszeństwem z 19 marca 1938 roku i 1. lokatą w korpusie oficerów lotnictwa, grupa techniczna. W 1939 roku pełnił służbę w Dowództwie Lotnictwa Ministerstwa Spraw Wojskowych na stanowisku szefa Kontroli Technicznej.
Po kampanii wrześniowej przedostał się do Wielkiej Brytanii. Wstąpił do RAF, otrzymał numer służbowy P-1451. Po zakończeniu II wojny światowej nie zdecydował się na powrót do Polski, pozostał na emigracji w Wielkiej Brytanii.
Zmarł 24 października 1947 roku w wyniku zapalenia nerek i problemów kardiologicznych. Został pochowany na cmentarzu w Chester.

## Ordery i odznaczenia[1][30]
- Krzyż Srebrny Orderu Wojskowego Virtuti Militari[31] nr 198 – 8 kwietnia 1921[32][33][34]
- Krzyż Kawalerski Orderu Odrodzenia Polski – 9 listopada 1931[35]
- Krzyż Walecznych trzykrotnie[31][36]
- Złoty Krzyż Zasługi dwukrotnie[26]: po raz pierwszy 24 maja 1929[37], po raz drugi 11 listopada 1934[38]
- Medal Niepodległości – 23 grudnia 1933[39]
- Polowa Odznaka Pilota nr 15 – 11 listopada 1928[40]
- Medal Dziesięciolecia Odzyskanej Niepodległości – 27 maja 1929[41]
- Krzyż Oficerski Orderu Korony Rumunii (Rumunia)[31]
- Medal Zwycięstwa (Médaille Interalliée)
- francuska Odznaka Pilota